# Underground (is)
Underground (fra engelsk, Undergrund) er et ismærke, som i dag produceres af Premier Is, der siden 2015 er ejet af Food Union Group.

## Historie
Underground Ice Cream blev etableret i 1977 af fire studerende fra Aarhus Universitet, oprindeligt som en isbar i Busgaden i Århus. Senere udvidede Underground med en række cafeer i Århus og resten af Danmark, hvoraf ingen længere eksisterer. Firmaet etablerede en lille isfabrik ved navn Den Underjordiske Isfabrik med vægt på naturlige og friske ingredienser. De brugte først sloganet "Natur is", senere anprisningen "Siden 1977".
I oktober 1990 blev Underground en del af Premier Is da de små isbarer ikke længere kunne følge med efterspørgslen. I 1996 overtog fødevaregiganten Nestlé Premier Is og relancerede i 2002 Underground-isen. I samme forbindelse ændrede de fokus til udelukkende at sælge i detailhandlen og via Premier Is-iskort i kiosker, og ikke længere via cafeer og isbarer. De fravalgte flere naturlige ingredienser, til fordel for mere forarbejdede ingredienser og tilsætningsstoffer.
I slutningen af 2006 fik internetportalen Just-Eat monopol på salg af Underground is. Dette samarbejde varede til 2012. 
I 2012 stoppede Premier Is produktionen, da de omprioriterede issortimentet efter opkøbet af Polar Is. I maj 2015 genoptog de produktionen og indgik samarbejde med Netto. efter en løbende efterspørgsel på brandet fra forbrugerne. Det var dog i første omgang kun brandet og principperne i produktionen af isen som genopstod, da de kun lancerede nye smagskombinationer. Eksempelvis fik karamelisen et twist af havsalt.
I 2015 blev Premier Is købt af Food Union Group og i 2016 relancerede de klassikeren 'Banana Chip' som var en af de oprindelige smags-varianter fra 1977-2012, blandt andre nyheder. De indgik samarbejde med fastfoodrestaurantkæden Sunset Boulevard.